# Варлув
Варлув (пол. Warłów, нім. Warlow) — село в Польщі, у гміні Добродзень Олеського повіту Опольського воєводства.
Населення — 359 осіб (2011).
У 1975-1998 роках село належало до Ченстоховського воєводства.

## Демографія
Демографічна структура станом на 31 березня 2011 року:
|          | Загалом | Допрацездатний вік | Працездатний вік | Постпрацездатний вік |
| -------- | ------- | ------------------ | ---------------- | -------------------- |
| Чоловіки | 180     | 36                 | 126              | 18                   |
| Жінки    | 179     | 31                 | 118              | 30                   |
| Разом    | 359     | 67                 | 244              | 48                   |